# Verde mimetico
A destra è mostrato il colore verde mimetico.
Tale colore assomiglia molto al colore grigio asparago, solo che quest'ultimo è poco più scuro del primo, è spesso usato da cacciatori e militari per  mimetizzarsi. Infatti, questo colore è spesso chiamato verde militare, da non confondere con il verde cacciatore, che invece è un'altra tonalità.
Il 18 aprile 2019 il 9º Reggimento d'assalto paracadutisti "Col Moschin" ha adottato questo colore per il proprio basco.